# Nanna Helin
Nanna Margareta Helin, född 1 januari 1921 i Nederkalix församling, Norrbottens län, död 6 oktober 2009 i Kalix, Norrbottens län,  var sångerska och gitarrist i Thores Trio. 
Hon började i gruppen 1935 (efter att den 1933 grundats av hennes bröder), och var gift med medlemmen Erik Helin.
Helin var sommarpratare 4 augusti 1977.